# 피리메타민
피리메타민(Pyrimethamine)은 다른 이름으로 다라프림으로 판매되는 약물로, 기생충 질환인 톡소플라스마증과 아이소스포라증 치료에 류코보린과 함께 사용된다(류코보린은 피리메타민의 부작용을 줄이기 위해 사용되며, 본래 기생충 활성은 없다). 또한 후천면역결핍증후군 환자의 폐포자충 폐렴 예방을 위한 2차 요법으로 댑손과 함께 사용된다. 이전에는 말라리아 치료에 사용되었으나 내성 때문에 더 이상 권장되지 않는다. 피리메타민은 경구로 복용된다.
일반적인 부작용으로는 위장 장애, 심각한 알레르기 반응, 골수 억제가 있다. 빈혈을 유발한 엽산 결핍 환자에게는 사용해서는 안 된다. 암 위험을 높일 수 있다는 우려가 있다. 임신 중 가끔 사용되기도 하지만, 피리메타민이 태아에게 안전한지는 불분명하다. 피리메타민은 엽산 길항제로 분류된다. 엽산 대사를 억제하여 DNA 합성을 방해하는 방식으로 작용한다.
피리메타민은 1952년에 발견되어 1953년부터 의학적으로 사용되었다. 세계보건기구 필수 의약품 목록에 포함되어 있다. 2020년 2월 미국에서 제네릭으로 승인받았다.

## 의학적 용도
피리메타민은 일반적으로 설파제와 폴린산과 함께 투여된다.
톡소플라스마증, 방선균증, 아이소스포라증 치료 및 폐포자충 폐렴의 치료와 예방에 사용된다.

### 톡소플라스마증
피리메타민은 활동성 톡소플라스마증 치료를 위해 설파디아진과 함께 사용되기도 한다. 이 두 약물은 트리메토프림과 설파메톡사졸과 동일한 효소 표적인 디하이드로폴산 환원효소와 디하이드로프테로에이트 합성효소에 각각 결합한다.
피리메타민은 톡소플라스마 맥락망막염 치료를 위해 여러 임상시험에서 사용되기도 했다.

### 임신 고려 사항
피리메타민은 미국에서 임신 C 등급으로 분류된다. 현재까지 임신 중 위험이나 태아에게 미치는 영향에 대한 충분한 증거는 없다.

### 말라리아
주로 열대열 원충에 활성이 있지만 삼일열 원충에도 활성이 있다. 피리메타민 내성 열대열 원충 균주가 출현함에 따라 현재는 피리메타민 단독으로는 거의 사용되지 않는다. 설파디아진과 같은 장기 작용 설파제와 함께 사용되기도 했는데, 팬시다르 등이 있지만 이 조합에 대한 내성도 증가하고 있다.

## 금기
피리메타민은 엽산 결핍성 빈혈 환자에게는 금기이다.

## 부작용
톡소플라스마증 치료와 같이 고용량으로 사용할 경우 메스꺼움, 구토, 설염, 식욕 부진, 설사 등의 위장 증상을 유발할 수 있다. 과민 반응을 나타낼 수 있는 발진도 관찰되며, 특히 설파제와 함께 사용할 때 그렇다. 중추 신경계 부작용으로는 운동 실조, 떨림, 발작이 있다. 혈소판 감소증, 백혈구 감소증, 빈혈과 같은 혈액학적 부작용도 발생할 수 있다.

## 상호 작용
메토트렉세이트 및 트리메토프림과 같은 다른 엽산 길항제는 피리메타민의 엽산 길항 작용을 강화하여 잠재적인 엽산 결핍, 빈혈 및 기타 혈액 이상증을 유발할 수 있다.

## 작용 메커니즘
피리메타민은 효소 디하이드로폴산 환원효소를 경쟁적으로 억제하여 디하이드로폴산에서 테트라하이드로폴산으로 재생되는 것을 방해한다. 테트라하이드로폴산은 원생동물을 포함한 많은 종의 DNA와 RNA 합성에 필수적이다. 또한 근위축성 측삭 경화증에 관여하는 핵심 단백질인 SOD1의 발현을 감소시키는 것으로 밝혀졌다.

### 다른 약물
피리메타민은 일반적으로 폴린산과 설파디아진과 함께 투여된다.
- 설파제 (예: 설파디아진)는 파라아미노벤조산에서 엽산 합성에 참여하는 효소인 디하이드로프테로에이트 합성효소를 억제한다. 따라서 설파제는 엽산 합성에 필요한 다른 효소를 차단하여 피리메타민과 시너지 효과를 나타낸다.
- 폴린산 (류코보린)은 생체 내에서 디하이드로폴산 환원효소에 의존하지 않고 엽산의 주요 활성 형태인 테트라하이드로폴산으로 전환되는 엽산 유도체이다. 폴린산은 환자의 엽산 결핍 관련 부작용을 줄여준다.

### 내성 메커니즘
피리메타민에 대한 내성이 광범위하게 퍼져 있다. 말라리아 디하이드로폴산 환원효소 유전자의 돌연변이는 피리메타민의 효과를 감소시킬 수 있다. 이러한 돌연변이는 수소 결합 및 입체 효과의 손실을 통해 피리메타민과 디하이드로폴산 환원효소 간의 결합 친화도를 감소시킨다.

## 역사

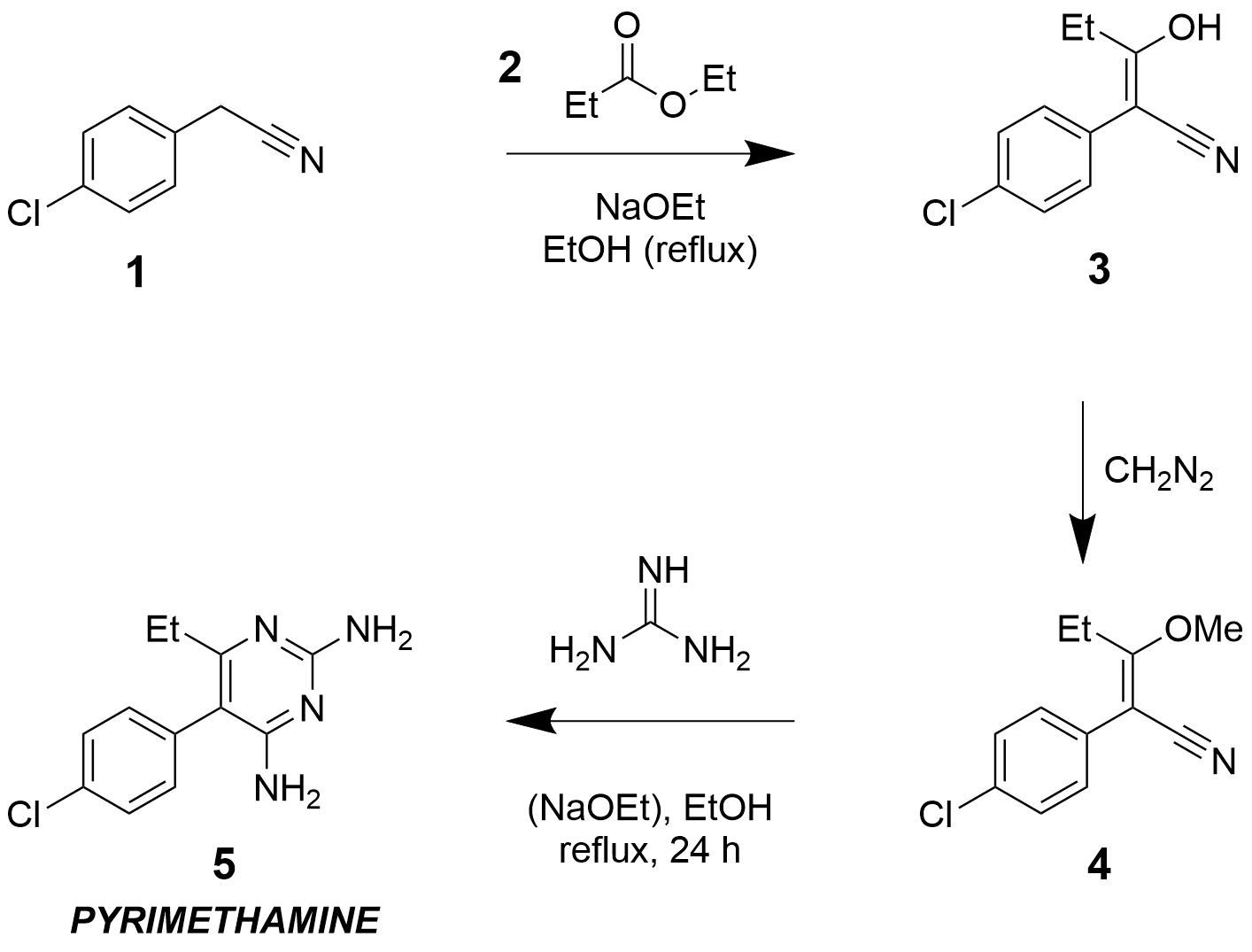
피리메타민의 일반적인 합성은 p-클로로페닐아세토니트릴에서 시작하여 에틸 프로피오네이트 에스터와 축합 반응을 거치고, 이 생성물이 디아조메탄과 반응하여 에놀 에테르를 형성한 다음, 두 번째 축합 반응에서 자유 구아니딘과 반응한다.

노벨상 수상자이자 미국 과학자인 거트루드 엘리언이 말라리아 퇴치를 위해 버로스-웰컴(현재 글락소스미스클라인의 일부)에서 이 약물을 개발했다. 피리메타민은 1953년부터 사용 가능했다. 2010년에 글락소스미스클라인은 다라프림의 마케팅 권리를 코어파마에 매각했다. 임팩스 래보러토리스는 2014년에 코어파마 인수를 추진했으며, 2015년 3월 다라프림을 포함한 인수를 완료했다. 2015년 8월에 이 권리는 튜링 파마슈티컬즈에 인수되었다. 튜링은 이후 미국 시장에서 약물 가격을 13.50달러에서 750달러로 5,500% 인상하여 가격 폭리 논란으로 악명 높게 되었다.

## 사회와 문화

### 경제학
2015년 미국에서 튜링 파마슈티컬즈는 가격을 50배 인상하여 정제당 13.50달러에서 750달러로 올렸다는 비판을 받았으며, 이로 인해 한 병원에서는 치료 과정 비용이 75,000달러에 달했다고 보고되었다.

#### 미국
2015년 미국에서 튜링 파마슈티컬즈가 다라프림 정제의 미국 마케팅 권리를 인수하면서, 다라프림은 단일 공급 및 전문 약국 품목이 되었고 가격이 인상되었다. 75 mg 용량을 복용하는 환자의 월별 치료 비용은 한 병원에서 약 75,000달러/월로 상승했으며, 이전 가격인 정제당 13.50달러에서 750달러가 되었다.
외래 환자는 더 이상 일반 약국에서 약을 구할 수 없었으며, 유일한 조제 약국인 월그린 전문 약국을 통해서만 가능했고, 기관들은 일반 도매상에서 주문할 수 없었으며, 다라프림 직접 프로그램으로 계정을 설정해야 했다. 튜링의 CEO인 마틴 슈크렐리가 이전에 이끌었던 레트로핀(튜링이 다라프림의 권리를 획득한 회사)의 발표에 따르면, 폐쇄적인 유통 시스템이 복제약이 FDA의 복제약 승인에 필요한 생체 동등성 연구를 위해 합법적으로 약물을 얻는 것을 막을 수 있다고 시사했다.
슈크렐리는 가격 인상을 옹호하며 "애스턴 마틴을 자전거 가격에 팔고 있는 회사가 있는데, 우리가 그 회사를 사서 도요타 가격을 청구해도 죄가 되지 않는다고 생각한다"고 말했다. 반발의 결과로 슈크렐리는 위기 홍보 회사를 고용하여 그의 펀드 활동을 설명하도록 했다. 튜링 파마슈티컬즈는 2015년 11월 24일에 "결국 그 약물의 정가를 인하하지 않겠다"고 발표했지만, 환자 지원 프로그램을 제공할 것이라고 밝혔다. 뉴욕 타임스 기자 앤드류 폴락은 이러한 프로그램들이 "극도로 고가 약물을 판매하는 회사들에게는 표준적이다. 이들은 환자들이 약을 구할 수 있도록 하면서 대부분의 비용을 보험 회사와 납세자들에게 전가한다"고 언급했다.
가격 인상은 HIV Medicine Associates 및 Infectious Diseases Society of America와 같은 의사 단체들의 비판을 받았다.
2016년, 시드니 그래머 스쿨 고등학생 그룹이 시드니 대학교의 지원을 받아 피리메타민을 합성하여 이 합성이 비교적 쉽고 가격 인상이 정당화될 수 없음을 보여주었다. 그 팀은 3.7g을 20달러에 생산했으며, 당시 미국에서 이 양은 35,000달러에서 110,000달러 상당이었다. 슈크렐리는 이 학생들이 경쟁 상대가 아니라고 말했는데, 이는 필수적인 생체 동등성 연구에 필요한 시료는 회사가 직접 제공해야 하며 약국에서 단순히 구입한 것이 아니기 때문일 가능성이 높고, 튜링은 이를 제공하지 않을 수 있기 때문이다. 그럼에도 불구하고 학생들의 연구는 가디언과 타임 (잡지), 그리고 ABC 오스트레일리아, BBC, 그리고 CNN에 보도되었다.
2015년 10월 22일, 임프리미스 파마슈티컬즈는 미국에서 피리메타민과 류코보린의 혼합 및 맞춤형 제형 캡슐을 100정당 99달러부터 제공한다고 발표했다. 피리메타민은 2020년 2월 미국에서 복제약으로 승인받았다.
2020년 1월, FTC는 Vyera를 상대로 "생명 구하는 약인 다라프림의 독점을 유지하기 위한 정교한 반경쟁적 계획"을 주장하며 소송을 제기했다. 2021년 12월에 합의가 이루어졌다. AP 뉴스에 따르면, 이 합의는 "Vyera와 Phoenixus가 그들의 행동으로 인해 착취당했다고 주장하는 소비자에게 10년 동안 최대 4천만 달러의 구제금을 제공하고, 다라프림을 잠재적인 복제약 경쟁업체에게 생산 비용으로 제공하도록 요구한다"고 밝혔다. 로360에 따르면, 회사 임원 케빈 멀레디는 "대부분의 제약 회사에서 근무하거나 8% 이상의 지분을 보유하는 것에 대해 7년간 금지"에 동의했다.

#### 다른 국가
인도에서는 복합 제형의 피리메타민 복제약이 정당 0.04달러에서 0.10달러(3~7루피)에 이용 가능하다.
영국에서는 GSK에서 30정당 20달러(13파운드, 정당 약 0.66달러)의 가격으로 동일한 약물을 구입할 수 있다.
오스트레일리아에서는 대부분의 약국에서 50정당 9.35달러(12.99 오스트레일리아 달러, 정당 약 0.18달러)에 약물을 구입할 수 있다.
브라질에서는 알당 0.07 헤알, 약 0.02 미국 달러에 약물을 구할 수 있다.
스위스에서는 30정당 9.45달러(9.05 스위스 프랑, 정당 약 0.32달러)에 약물을 구할 수 있다.

## 연구
2011년 연구자들은 피리메타민이 β-헥소사민디아제 활성을 증가시켜 늦게 발병하는 테이-삭스병의 진행을 잠재적으로 늦출 수 있다는 것을 발견했다. 현재 근위축성 측삭 경화증 치료를 위한 임상시험에서 평가되고 있다.

## 같이 보기
- 설파독신/피리메타민